# Пампарато
Пампарато (итал. Pamparato) је насеље у Италији у округу Кунео, региону Пијемонт.
Према процени из 2011. у насељу је живело 219 становника. Насеље се налази на надморској висини од 800 м.

## Становништво
Према резултатима пописа становништва 2011. у општини је живело 329 становника.
| 1931. | 1936. | 1951. | 1961. | 1971. | 1981. | 1991. | 2001. | 2011. |
| ----- | ----- | ----- | ----- | ----- | ----- | ----- | ----- | ----- |
| 2.140 | 1.962 | 1.735 | 1.313 | 957   | 605   | 543   | 403   | 329   |